# آيت حميد (آيت وسيف وتلامت)
آيت حميد هو دُوَّار يقع بجماعة إدا وڭيلال، إقليم تارودانت، جهة سوس ماسة في المملكة المغربية. ينتمي الدوّار لمشيخة آيت وسيف وتلامت التي تضم 27 دوار. يقدر عدد سكانه بـ 137 نسمة حسب الإحصاء الرسمي للسكان والسكنى لسنة 2004.

## وصلات خارجية
- البوابة الوطنية للجماعات الترابية
- المندوبية السامية للتخطيط